# Teinogenys deceptus
Teinogenys deceptus är en skalbaggsart som beskrevs av Phillip B. Carne 1957. Teinogenys deceptus ingår i släktet Teinogenys och familjen Dynastidae. Inga underarter finns listade i Catalogue of Life.